# Strange Experiment
Strange Experiment é um filme britânico de 1937, do gênero drama, dirigido por Albert Parker e estrelado por Donald Gray, Ann Wemyss e Mary Newcomb. Foi uma adaptação da peça Two Worlds, de John Golden e Hubert Osborne.

## Elenco
- Donald Gray - James Martin
- Ann Wemyss - Joan Bauer
- Mary Newcomb - Helen Rollins
- Ronald Ward - Michael Waring
- Henri De Vries - Professor Bauer
- Alastair Sim - 'Pop' Lawler
- James Carew - Doutor Rollins
- Henry Caine - Sargento Cox
- Eric Hales - Carter
- Joana Pereira - Miss Bauer
- Arnold Bell - Leech
- Lillian Talbot - Sra. Barker